# Gilson de Souza (político)
Gilson de Souza (Curitiba, 04 de julho de 1961) é um pastor e político brasileiro, atualmente deputado estadual.

## Carreira

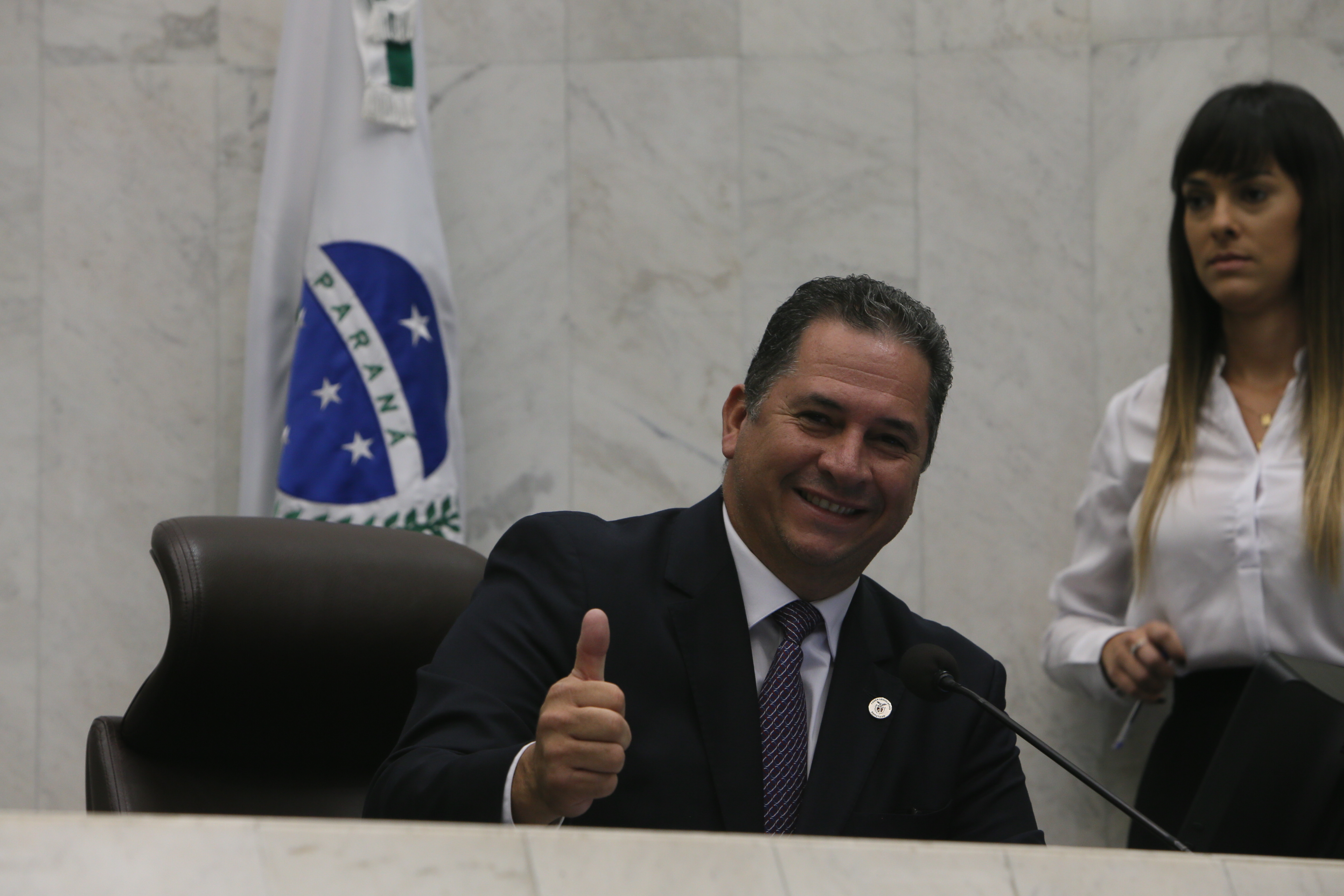

Gilson de Souza é casado, pai de três filhos e avô de quatro netos, formado em Teologia e Gestão Pública, é pastor da Igreja do Evangelho Quadrangular (IEQ) e membro do Conselho Estadual da IEQ.
Em 2010, foi eleito deputado estadual com 34.713, com apoio da comunidade evangélica. Já em seu primeiro discurso na Assembleia Legislativa do Paraná (Alep), o deputado Gilson deixou bem claro o compromisso em defender as famílias, destacando a importância da instituição família como a base da sociedade.
Em 2014, foi reeleito com 34.470 votos, tornando-se membro da mesa executiva como 4º e 3º secretário da ALEP.
Em 2018 foi reeleito com 46.116 votos, tornando-se 2º secretário da mesa executiva.
Em 2022, foi reeleito com 54.976 votos.